# استانیسواف رادوان
استانیسواف رادوان (لهستانی: Stanisław Radwan؛ زادهٔ ۱۰ مارس ۱۹۳۹) موسیقی‌دان و آهنگساز اهل لهستان است.
از فیلم‌ها یا مجموعه‌های تلویزیونی که وی در آن‌ها نقش داشته است، می‌توان به در روز روشن، خراش و با گذشتِ روزها، از پسِ سال‌ها… اشاره نمود.